# Giorgio Behr
Giorgio Behr (* 18. September 1948 in Schaffhausen) ist ein Schweizer Unternehmer, Rechtsanwalt, Wirtschaftsprüfer und Universitätsprofessor.
Behr ist Gründer und Verwaltungsratspräsident der Behr Bircher Cellpack BBC Group sowie Präsident des Schweizer Handballklubs Kadetten Schaffhausen. Bis Ende 2015 war er für über 12 Jahre auch CEO der Behr Bircher Cellpack BBC Group. Zwischen 1990 und 2005 war er zudem Professor für Betriebswirtschaftslehre an der Universität St. Gallen. Seit seinem Rücktritt 2005 ist er dort Honorarprofessor und war Präsident des Instituts für Rechnungslegung, Controlling und Wirtschaftsprüfung (ACA). Darüber hinaus amtierte er als Präsident des Verwaltungsrats der Saurer AG, zuerst als Vizepräsident ab 1995, von 2003 bis 2006 als Präsident. Von 2008 bis 2017 war er Vorsitzender des Aufsichtsrats der ZF Friedrichshafen, einem der grössten Automobilzulieferer weltweit. Nach Differenzen mit der Zeppelin-Stiftung und dem Oberbürgermeister Friedrichshafens trat Behr 2017 vom Posten des Aufsichtsrates der ZF AG zurück.

## Leben
Behr studierte Rechtswissenschaft an der Universität Zürich, wo er 1971 das Studium abschloss und 1974 promovierte (Doktorat). Danach folgten 1976 das Rechtsanwaltspatent, 1979 der Abschluss zum diplomierten Wirtschaftsprüfer sowie ein Forschungsaufenthalt an der University of Washington in Seattle.
Seine berufliche Laufbahn begann Behr 1971 als Handelsschullehrer in Zürich und Schaffhausen, ab 1972 beim Wirtschaftsprüfungsunternehmen Fides (heute Teil von KPMG), für das er im In- und Ausland bis 1982 tätig war und sich auf Sanierungen und Restrukturierungen von Unternehmen spezialisierte. Von 1982 bis 1984 arbeitete er für die Industrie-Gruppe Hesta (Zellweger-Luwa und Schiesser). 1984 gründete er ein eigenes Beratungsunternehmen, die BDS Consulting, und machte sich damit selbständig. Parallel zu seiner beruflichen Laufbahn startete Behr 1989 eine akademische Laufbahn und wurde an der Universität St. Gallen zunächst Lehrbeauftragter und ab 1990 Professor für Betriebswirtschaftslehre mit Rechnungslegung als Spezialgebiet.
1991 nahm seine berufliche Laufbahn eine Wende vom Sanierer hin zum eigentlichen Unternehmer. Behr wurde damals beauftragt, den in Beringen ansässigen Apparatebauer Bircher zu sanieren. Als sich für Bircher kein Käufer finden liess, übernahm Behr zusammen mit Anton Bucher-Bechtler und dem Management das vom Konkurs bedrohte Unternehmen. 1993 gehörte Giorgio Behr zum Gründungsteam der Bank am Bellevue. 2006 trat er nach der Fusion der Bellevue-Bank mit einer anderen Bank aus dem Verwaltungsrat zurück.
Nachdem Behr 2001 eine Mehrheitsbeteiligung an der 1935 gegründeten und in Villmergen ansässigen Cellpack-Gruppe übernahm, gliederte er 2003 die Bircher-Gruppe zusammen mit der Cellpack-Gruppe in den neu gebildeten Konzern Behr Bircher Cellpack BBC Group ein. Darüber hinaus wirkte er als Verwaltungsrat und dann als Präsident des Verwaltungsrats der Saurer-Gruppe (1994 bis 2006). Von 1992 bis 2015 war er Verwaltungsrat der Liechtensteiner Hilti Gruppe und während 10 Jahren auch im Aufsichtsgremium des Martin Hilti Family Trust. Ebenso war er von 2008 bis 2017 Vorsitzender des Aufsichtsrates des deutschen Automobilzulieferkonzerns ZF Friedrichshafen.
Giorgio Behr vertrat die Schweiz in den Rechnungslegungsgremien der UN (ISAR) und der OECD (CIME dort wurde er zum Vizepräsidenten gewählt und war Sprecher der OECD Vertreter im ISAR/UN), in der WP1 der IOSCO sowie die Schweizer Börse in der EFRAG. Er war ab der Gründung (1984) des Standard Setter für die Rechnungslegung in der Schweiz, Swiss GAAP FER, im Ausschuss der Fachkommission und zudem Präsident der Fachkommission der FER (1992–2005). Ab 2005 bis 2023 war er Präsident des Stiftungsrats der FER. Er war zudem Präsident der Arbeitsgruppe Rechnungslegung der Schweizer Börse SWX (2002–2005). Im Auftrag des Bundesrats war er Mitglied der Kommission Mengiardi 1998 für die Revision des Rechnungslegungs- und Revisionsrecht. 2007 wurde er als Präsident einer kleinen Expertengruppe mit der Ausarbeitung des Entwurfs für das neue Revisionsrecht (in Kraft seit 2007) beauftragt. Anschliessend war er (unter Mitarbeit von Max Sterchi) Experte des Bundesrats für die Ausarbeitung des neuen Rechnungslegungsrechts der Schweiz (in Kraft seit dem 1. Januar 2013).
Von 1998 bis 2001 war er Mitglied des Vorstandes der Treuhand-Kammer, dem Berufsverband der Wirtschaftsprüfer und Steuerexperten der Schweiz. Von 2001 bis 2003 war er Mitglied des Geschäftsleitenden Ausschusses der Treuhand-Kammer und von 2003 bis 2007 zuerst Vizepräsident und dann Präsident der Treuhand-Kammer (damals auf 2 Jahre beschränkte Amtsdauer).
2008 machte Giorgio Behr, insbesondere durch Übernahmeversuche von börsenkotierten Unternehmen auf sich aufmerksam und stiess dabei teils auf heftige Ablehnung seitens der entsprechenden Unternehmen. Während ihm die Übernahme der Groupe Baumgartner Holding gelang, scheiterte sein Übernahmeversuche bei Sia Abrasives. Die Aktionäre und das Management von Sia Abrasives bekämpften das geplante Engagement des Schweizer Unternehmers Giorgio Behr und bevorzugten stattdessen eine Übernahme durch die Deutsche Robert Bosch GmbH
Im November 2008 erwarb Behr über seine BDS Beteiligungsgesellschaft AG eine Beteiligung von insgesamt 6,36 Prozent am Schweizer Industriekonzern Georg Fischer und wurde damit grösster Einzelaktionär des Unternehmens.
Im November 2009 gab die Eidgenössische Finanzmarktaufsicht (FINMA) bekannt, dass sie wegen Verdachts auf mögliche Meldepflichtverletzungen im Zusammenhang mit einem namhaften Beteiligungsaufbau an Sia Abrasives ein Verwaltungsverfahren gegen Giorgio Behr und andere eröffnet hat. Am 16. März 2011 erstattete die Finanzmarktaufsicht Strafanzeige gegen Behr beim Eidgenössischen Finanzdepartement (EFD) wegen Verletzung von Offenlegungspflichten. Am 24. Mai 2011 stellte der Rechtsdienst des EFD das Verfahren ein, nachdem Behr eine Wiedergutmachungszahlung von einer Million Franken geleistet hat. Nach Ansicht des Wirtschaftsmagazins Bilanz stellt der Ausgang des Verfahrens klar, dass kein vorsätzlicher Verstoss nachgewiesen werden konnte und es sich höchstenfalls um Fahrlässigkeit handelte.
Als 2005 die Gratiszeitung Schaffhauser Bock in finanzielle Schwierigkeiten geriet und die Arbeitsplätze gefährdet waren, übernahm Giorgio Behr die Verlagsrechte und ermöglichte dem Unternehmer René Steiner eine geordnete Abwicklung seiner Aktivitäten sowie die Rettung der Arbeitsplätze. Heute ist der Schaffhauser Bock wieder erfolgreich und konnte die Leserzahl von 38'000 (WEMF) wieder auf rund 53'000 steigern. Die anfängliche Minderheitsbeteiligung der Meier + Cie wurde 2018 aufgelöst. Seither kontrolliert Giorgio Behr den Schaffhauser Bock zu 100 Prozent. Zusätzlich wurde für das Print-Medium „Bock“, das Onlineportal Schaffhausen24 sowie die Eventlocation Meetingpoint Schaffhausen aufgebaut.
Giorgio Behr ist verheiratet und Vater von vier Söhnen. Sein Vermögen wurde 2012 vom Schweizer Wirtschaftsmagazin Bilanz auf 450 Millionen Schweizer Franken geschätzt.

## Verschiedenes
Giorgio Behr ist Mitgründer und war bis Anfang 2024 Präsident der gemeinnützigen Stiftung Museumsbahn Stein am Rhein/Etzwilen – Singen. Er hat mit seinem namhaften Beitrag die Instandstellung unter anderem des Bahnhofs Ramsen, der Strecke im Bereich Singen sowie die Anschaffung verschiedener Fahrzeuge ermöglicht. Die SEHR & RS betreibt die einzige Dampfbahn-Strecke der SBB, die von Stein am Rhein via Rheinbrücke Hemishofen über den Rhein und die Landesgrenze nach Singen führt. Am 28. Mai 2011 fuhr dabei erstmals seit 1969 wieder ein Personenzug über die Grenze nach Deutschland. Tausende (insgesamt waren es rund 10'000 Besucher am Eröffnungstag) empfingen den ersten Personenzug seit 1969 – wie in der Gründerzeit 1875. Nach vielen Jahren als Präsident wurde er 2024 vom Stiftungsrat zum Ehrenpräsidenten ernannt
Im November 2018 gründete Behr zudem mit seiner Frau die Gemeinnützige Stiftung Benessere, einem Wohn- und Lebensprojekt für erwachsene Menschen mit physischen, kognitiven und psychischen Einschränkungen. Den Bewohnern soll ein möglichst selbstbestimmtes Leben ermöglicht werden.
Als Mitgründer und Hauptgeldgeber für die gemeinnützige Stiftung Schweizersbild engagiert sich Behr ebenso in der Hallensport Förderung in der Grossregion Schaffhausen. Am 9. September 2011 wurde mit der BBC-Arena in Schaffhausen das grösste Handball-Trainingszentrum der Schweiz eröffnet, ein auch europaweit sehr beachteter Komplex mit vier Trainings- und drei Spielhallen, einem Campus sowie einem angegliederten Hotelbetrieb. Ebenso ermöglicht die von Giorgio Behr aufgebaute und von Michael Suter geleitete Suisse Handball Academy SHA jungen Nachwuchstalenten die Möglichkeit, Sport und Ausbildung unter einen Hut zu bringen. Behr ist Präsident des Stiftungsrats der gemeinnützigen Stiftung Schweizersbild. Zurzeit läuft die Planung für die Erweiterung des Hallensportzentrums durch mehrere Hallen und Anlagen.
Giorgio Behr war selber mit Gelbschwarz Schaffhausen zu Beginn der 1970er unter Trainer Eugen Wüger Spieler in der Nationalliga A (NLA) und Nationalliga B (NLB) (heute zusammen Swiss Handball League SHL). Nach der Rückkehr zu seinem Stammverein Kadetten Schaffhausen führte er diesen als Spielertrainer und Trainer bis in die NLB (Nationalliga B) und baute eine erfolgreiche Jugendabteilung (unter Präsident und Kadetten-Ehrenmitglied Kurt Baader) auf. Nach einer beruflich und familiär bedingten Auszeit übernahm er 1992 mit einem kleinen Team ehemaliger Spieler, Mitspieler und anderer Kadetten Funktionäre die Handball Abteilung als Präsident. Seither spielen die Kadetten ununterbrochen in der NLA im Schweizer Handball an der Spitze mit. 1993 wurde erstmals die Qualifikation für die Teilnahme am Europacup erreicht, 1999 der Cupsieg und damit der erste nationale Titel gewonnen. Den Meistertitel gewannen die Kadetten erstmals 2005, dreizehn weitere folgten bis ins Jahr 2024. Heute sind die Kadetten Rekord-Titelhalter sowohl im Supercup als auch im Schweizer Cup und einer der erfolgreichsten Clubs auch bezüglich Meistertitel.
Behr war zudem rund 15 Jahre Präsident der Rechtsbehörde für interregionale Ligen (ZDK SHV) und Initiant sowie Mitgründer der Suisse Handball League SHL, dem Zusammenschluss der NLA- und NLB-Mannschaften im Männer-Handball. Während vier Jahren war er Präsident der SHL und Vertreter im Zentralvorstand des SHV. Er ist 2024, 50 Jahre nach der Gründung des SHV, der einzige schon zum Zeitpunkt der Gründung und auch heute, 50 Jahres später, noch aktive nationale Funktionär des SHV.
Behr war Präsident der Jury und des Stiftungsrats für die Verleihung des Dr. Kausch-Preises an der Universität St. Gallen.
Giorgio Behr war zudem Mitglied des Stiftungsrats und der Programmkommission von Avenir Suisse.
Von 2006 bis 2023 war Giorgio Behr Präsident der IVS Wirtschaftskammer der Region Schaffhausen; in dieser Zeit wurden die Aktivitäten der IVS stark ausgebaut.
Behr engagiert sich in der Unternehmervereinigung Autonomiesuisse.

## Auszeichnungen
- 25 Jahre Unternehmertum – Festschrift für Giorgio Behr der Universität St. Gallen (2010), ISBN 3-03909-126-3.
- Dr. Kausch-Preis an der Universität St. Gallen, ein Preis für das Lebenswerk in den Bereichen Rechnungslegung, Wirtschaftsprüfung und Controlling (2006).[29]
- Ehrung für das Lebenswerk im Handball und die Errichtung der BBC Arena mit dem Campus der SHA 2013 verliehen vom Schaffhauser Regionalsport an der Sportlergala[30]
- Swiss Handball Award (2012) – Special Award für besondere Dienste am Handball[31]